# 比拉尔瓦德尔萨尔克斯
比拉尔瓦德尔萨尔克斯，是西班牙加泰罗尼亚塔拉戈纳省的一个市镇。总面积67平方公里，总人口752人（2001年），人口密度11人/平方公里。